# Johannes Trümpy
Johannes Trümpy (* 13. Mai 1798 in Ennenda; † 18. Mai 1861 ebenda) war ein Schweizer Politiker, Richter und Arzt. Von 1851 bis 1857 gehörte er dem Nationalrat an.

## Biografie
Als Sohn eines Arztes und Politikers geboren, absolvierte Trümpy nach dem Besuch der Oberrealschule in Glarus ein Studium der Pharmazie und Chemie, dann der Medizin an den Universitäten Erlangen und Göttingen. Während seines Studiums wurde er 1817 Mitglied der Burschenschaft Arminia Erlangen. Er wurde zum Dr. med. promoviert. Ab 1818 praktizierte er wie sein Vater vor ihm als Arzt in Ennenda, aber auch in Glarus und ab 1840 als Badearzt im Stachelbergbad bei Linthal. Von 1829 bis 1831 arbeitete er nebenbei als Redaktor des «Öffentlichen Anzeigers», ab 1837 amtierte er als Präsident des Glarner Kriminalgerichts. 1827 wurde er in den Landrat des Kantons Glarus gewählt, dem er über drei Jahrzehnte lang bis zu seinem Tod angehörte.
Als Aktuar der Revisionskommission spielte Trümpy 1836 bei der Ausarbeitung der liberalen Kantonsverfassung eine massgebliche Rolle. In den 1840er Jahren positionierte er sich als entschiedener Gegner des Sonderbunds. Nach dem Sonderbundskrieg im November 1847 weilte er als eidgenössischer Kommissär im Kanton Uri. Mit Erfolg kandidierte er bei den Nationalratswahlen 1851, sechs Jahre später trat er zurück. Trümpy wirkte in der Gemeinnützigen Gesellschaft mit und war Präsident der Medizinischen Gesellschaft Glarus. Ebenso war er Mitgründer der Schweizerischen Mobiliarversicherung und der kantonalen Ersparniskasse (Vorgängerin der Glarner Kantonalbank).
Trümpy starb 1861 an den Verletzungen, die er durch den Brand von Glarus erlitten hatte.